# 川崎古墳
川崎古墳（かわさきこふん）は、栃木県那須郡那珂川町久那瀬（くなせ）にある古墳。形状は前方後円墳。那珂川町指定史跡に指定されている。

## 概要
栃木県北東部、那珂川・武茂川の合流点付近の左岸段丘上に築造された古墳である。北方には北向田古墳群が分布するが、かつては本古墳との間にも円墳が点在し、那珂川左岸一帯において大古墳群を形成したと想定される。1988年（昭和63年）以降に調査が実施されている。
墳形は前方後円形で（那珂川左岸では唯一）、前方部を西方向に向ける。墳丘長は58.5メートル（または49メートル）を測る。墳丘表面では葺石が認められるが、埴輪は認められていない。埋葬施設は両袖式の横穴式石室で、南方向に開口する。羨道部を欠損するが、玄室部は長さ8.2メートル・最大幅約3メートルを測り、那須地方ひいては栃木県内に現存するものとしては最大級の横穴式石室として注目される。石室内からの副葬品としては、昭和期の調査において装身具（ガラス小玉・耳環）・鉄製品（鉄鏃・鞘尻・留金具・飾り弓金具）・須恵器などが検出されている。そのほか、前方部においても石室が存在する可能性が指摘される。
この川崎古墳は、古墳時代後期-終末期の6世紀末葉-7世紀初頭頃の築造と推定される。那須地方の古墳圏の南端に位置し、一帯に分布する北の北向田古墳群、東側丘陵上の和見・北向田横穴墓群（唐御所横穴含む）、東側台地上の三枚畑古墳群などの中で中心的存在として重要視される古墳になる。
古墳域は1968年（昭和43年）に馬頭町指定史跡（現在は那珂川町指定史跡）に指定されている。

## 遺跡歴
- 1968年（昭和43年）3月13日、馬頭町指定史跡に指定（現在は那珂川町指定史跡）[4]。
- 1988年（昭和63年）、石室内調査（国士舘大学考古学研究室、1989年に報告書刊行）[2]。
- 2007年度（平成19年度）、発掘調査（那珂川町教育委員会、2009年に報告書刊行）。

## 埋葬施設

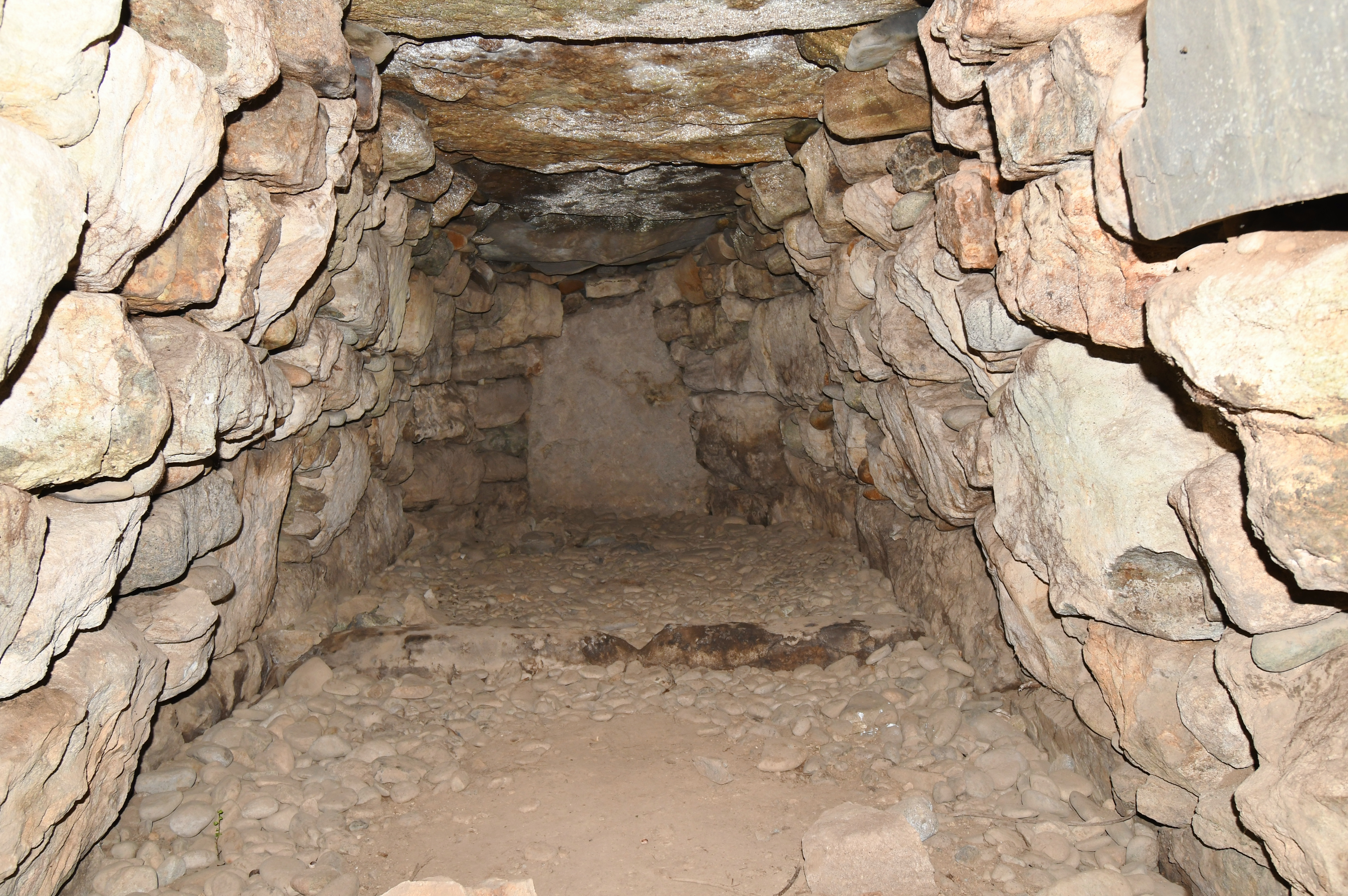
石室 玄室

埋葬施設としては両袖式横穴式石室が構築されており、南方向に開口する。石室の規模は次の通り。
- 玄室：長さ約8.2メートル、幅約1.7メートル（奥壁）・約1.6メートル（玄門）・約3メートル（最大）
- 羨道：欠損

石室の石材は花崗岩の割石で、中央部が膨らむ胴張り形を呈する。

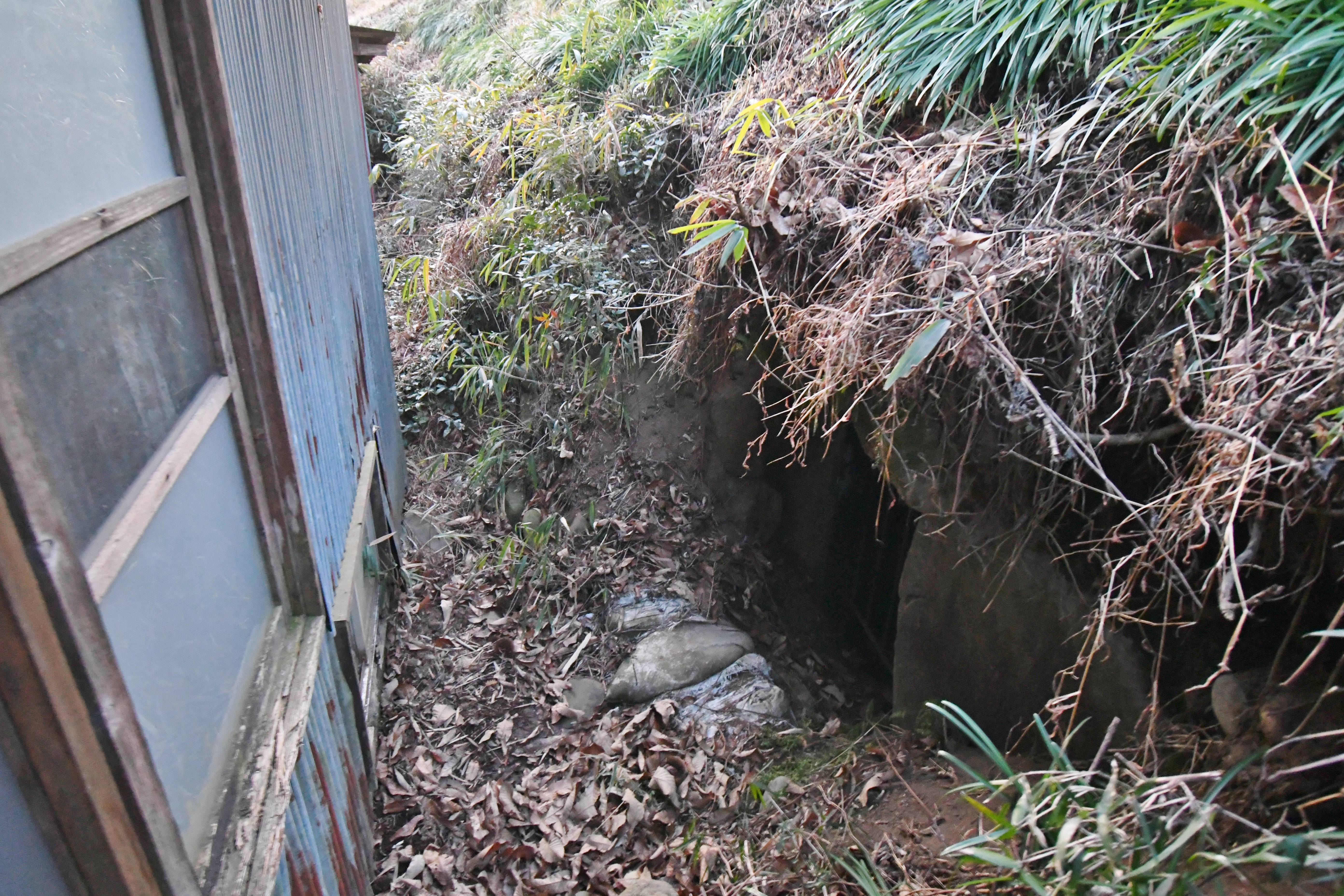
石室開口部

## 文化財

### 那珂川町指定文化財
- 史跡
  - 川崎古墳 - 1968年（昭和43年）3月13日指定[4]。

## 関連施設
- 那珂川町なす風土記の丘資料館（那珂川町小川） - 川崎古墳の複製石室等を展示。

## 関連文献
（記事執筆に使用していない関連文献）
- 『栃木県馬頭町川崎古墳石室調査報告書（考古学研究室報告 甲種第6冊）』国士館大学文学部考古学研究室、1989年。
- 『那須川崎古墳 発掘調査報告書（那珂川町埋蔵文化財調査報告書 第1冊）』栃木県那珂川町教育委員会、2009年。